# فيل نيفين
فيل نيفين (بالإنجليزية: Phil Nevin) هو مدرب كرة القاعدة ‏ أمريكي، ولد في 19 يناير 1971 في فوليرتون في الولايات المتحدة.

## وصلات خارجية
- فيل نيفين على موقع دوري كرة القاعدة الرئيسي (الإنجليزية)
- فيل نيفين على موقعبيزبول رفرنس.كوم (الدوري الرئيسي) (الإنجليزية)
- فيل نيفين على موقعبيزبول رفرنس.كوم (الدوري الثانوي) (الإنجليزية)
- فيل نيفين على موقع إي إس بي إن.كوم (أم.أل.بي) (الإنجليزية)
- فيل نيفين على موقع مشجعي الرسوم البيانية (الإنجليزية)
- فيل نيفين على موقع أوليمبيديا (الإنجليزية)